# Teorema de Stone-Weierstrass
En l'anàlisi matemàtica, el teorema d'aproximació de Weierstrass estableix que tota funció contínua definida en un interval tancat [a, b] es pot aproximar uniformement tan a prop com ho desitgi una funció polinòmica. Com que els polinomis es troben entre les funcions més simples, i perquè els ordinadors poden avaluar polinomis directament, aquest teorema té rellevància tant pràctica com teòrica, especialment en la interpolació polinomial. La versió original d'aquest resultat va ser establerta per Karl Weierstrass el 1885 mitjançant la transformada de Weierstrass.
Marshall H. Stone va generalitzar considerablement el teorema i va simplificar la demostració. El seu resultat es coneix com el teorema de Stone-Weierstrass. El teorema de Stone–Weierstrass generalitza el teorema d'aproximació de Weierstrass en dues direccions: en comptes de l'interval real [a, b], es considera un espai X de Hausdorff compacte arbitrari, i en lloc de l'àlgebra de les funcions polinomials, una varietat d'altres famílies de contínues funcions activades {\displaystyle X} es mostren suficients, tal com es detalla a continuació. El teorema de Stone–Weierstrass és un resultat vital en l'estudi de l'àlgebra de funcions contínues en un espai compacte de Hausdorff.
A més, hi ha una generalització del teorema de Stone–Weierstrass als espais de Tychonoff no compactes, és a dir, qualsevol funció contínua en un espai de Tychonoff s'aproxima uniformement en conjunts compactes mitjançant àlgebres del tipus que apareix en el teorema de Stone–Weierstrass i que es descriu a continuació.
Una generalització diferent del teorema original de Weierstrass és el teorema de Mergelyan, que el generalitza a funcions definides en determinats subconjunts del pla complex.

## Teorema d'aproximació de Weierstrass
L'enunciat del teorema de l'aproximació descobert originalment per Weierstrass és el següent:
| Teorema d'aproximació de Weierstrass — Suposem que f és una funció contínua de valors reals definida a l'interval real [a, b]. Per a cada ε > 0, existeix un polinomi p tal que per a tot x a [a, b], tenim \|f(x) − p(x)\|< ε, o equivalent, la norma suprema ‖f − p‖ < ε. |

En aquesta pàgina es descriu una demostració constructiva d'aquest teorema utilitzant polinomis de Bernstein.

### Grau d'aproximació
Per a funcions diferenciables, la desigualtat de Jackson limita l'error de les aproximacions mitjançant polinomis d'un grau donat: si {\displaystyle f} té una derivada k-èsima contínua, llavors per a cada {\displaystyle n\in \mathbb {N} } existeix un polinomi {\displaystyle p_{n}} de grau com a màxim {\displaystyle n} tal que {\displaystyle \lVert f-p_{n}\rVert \leq {\frac {\pi }{2}}{\frac {1}{(n+1)^{k}}}\lVert f^{(k)}\rVert }.

### Aplicacions
Com a conseqüència del teorema d'aproximació de Weierstrass, es pot demostrar que l'espai C[a, b] és separable: les funcions polinomials són denses, i cada funció polinomial es pot aproximar uniformement per una amb coeficients racionals; només hi ha una gran quantitat de polinomis amb coeficients racionals. Com que C[a, b] és metrizable i separable, es dedueix que C[a, b] té cardinalitat com a màxim 2ℵ0. (Observació: aquest resultat de cardinalitat també es desprèn del fet que una funció contínua sobre els reals està determinada exclusivament per la seva restricció als racionals.)